# Guerre des mahdistes
La guerre des mahdistes, ou guerre du Soudan, est un conflit qui oppose, au Soudan de 1881 à 1899, principalement les mahdistes soudanais, aussi appelés « derviches », désireux d'établir un émirat dans la région, aux forces égyptiennes puis anglo-égyptiennes. Ce conflit a également impliqué l'Empire éthiopien, l'Italie, l'État indépendant du Congo et la France. Les combats qui se sont surtout déroulés au Soudan ont également touché le sud de l'Égypte, les zones frontalières de l'Érythrée et de l'Éthiopie. Le conflit s'est terminé par la défaite des mahdistes, vaincus par les forces anglo-égyptiennes commandées par Horatio Herbert Kitchener.
Pour les Britanniques, cette guerre est la « campagne du Soudan », notamment racontée par Winston Churchill qui y participa et l'appelle the River War (« la guerre du fleuve », le Nil).
Le Soudan anglo-égyptien est créé à l'issue de cette guerre.

## Origines du conflit et contexte
À partir de l'invasion égyptienne de 1819 par Méhémet Ali, les territoires de l'actuel Soudan passent progressivement sous administration égyptienne. Un système d'imposition élevé, et la domination turco-égyptienne étaient impopulaires pour les habitants. Certains fermiers quittent la vallée du Nil et s'installent au Kordofan ou au Darfour.
En 1873, le khédive Ismaël désigne le général Charles Gordon, appelé aussi « Gordon Pacha », comme gouverneur du Soudan. Il eut à se battre contre un chef local du Darfour, Al-Zubeir Rahma Mansour.

## Soulèvement mahdiste

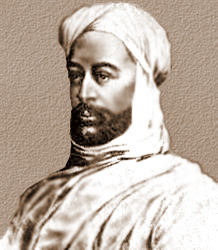
Muhammad Ahmad, le « mahdi ».

Plusieurs raisons sont avancées pour expliquer le soulèvement : un islam différent et le rejet des chefs britanniques chrétiens.
Dans les années 1870, un religieux appelé Muhammad Ahmad promet le renouveau de l'islam et la libération du Soudan, et commence à trouver un écho. Il se proclame le mahdi, c'est-à-dire le rédempteur de l'islam, et rejette les autorités. En août 1881, Raouf Pacha envoie deux compagnies d'infanterie avec chacune une mitrailleuse pour l'arrêter. Des tirs entre alliés permettent la victoire des troupes du mahdi lors de la bataille d'Aba (en). Il se retire ensuite vers le Kordofan, hors de portée du gouvernement de Khartoum. Sa victoire lui permet de soulever de nombreuses tribus pour le suivre dans son jihad. Une deuxième expédition montée contre lui est battue dans une embuscade la nuit du 9 décembre 1881.
Les autorités égyptiennes, se rendant compte de l'ampleur du soulèvement, rassemblent 4 000 hommes sous le commandement de Youssef Pacha. Celui-ci ne prend pas la précaution de poster des sentinelles la nuit dans son camp. Il est attaqué par les mahdistes à l'aube du 7 juin 1882. Les rebelles, jusqu'alors mal équipés, s'emparent alors d'armes et de munitions, en plus d'autres fournitures militaires.

## Expédition de Hicks
Après la guerre anglo-égyptienne de 1882, les Britanniques prennent en grande partie le contrôle de l'Égypte. L'Europe commence à prendre conscience du danger de cette rébellion. L'Égypte, appuyée par les Britanniques, lance une nouvelle expédition de 7 000 fantassins, 1 000 cavaliers, 20 mitrailleuses et de l'artillerie, dirigés par William Hicks, ainsi que 12 officiers européens. Selon Winston Churchill, cette armée était « peut-être la pire armée à jamais partir à la guerre ». Les soldats étaient en effet mal payés et indisciplinés.
Le temps que l'expédition arrive, les mahdistes avaient rassemblé 40 000 hommes, entraînés et fanatisés, et équipés d'armes capturées lors des batailles précédentes. Les 3 et 4 novembre 1883, les mahdistes écrasent les forces de Hicks, et seulement 500 Égyptiens survivent à la bataille d'El Obeid.

## Évacuation
À cette époque, la dette égyptienne envers l'Europe est très élevée. Pour être sûrs du paiement, lutter contre la bureaucratie et la corruption, des Britanniques étaient chargés de l'administration fiscale de l'Égypte. Sir Auckland Colvin (en), puis Sir Edgar Vincent, Financial Advisor (« conseiller en gestion de bien ») de toute l'Égypte, reçurent l'instruction de diminuer autant que possible les dépenses. Maintenir une garnison au Soudan coûtant environ 100 000 livres par an ils décidèrent de mettre fin à cette présence militaire.

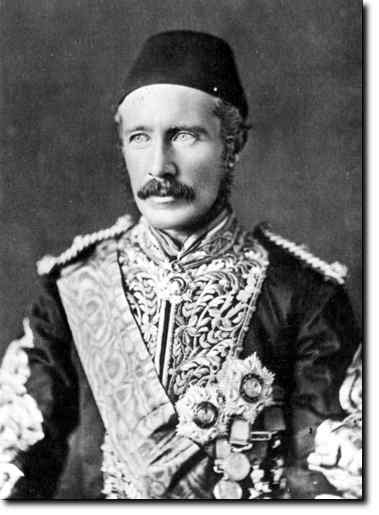
Charles Gordon, gouverneur du Soudan.

Le gouvernement égyptien demande que la retraite soit encadrée par des troupes britanniques. Le général Charles Gordon est choisi ; c'est un officier doué qui s'est déjà distingué lors de la seconde guerre de l'opium et la révolte des Taiping. Sir Evelyn Baring, le consul britannique en Égypte, s'était opposé à la nomination de Gordon ; il obtient la nomination du colonel John Stewart pour contrebalancer le poids du général.
Gordon arrive à Khartoum le 18 février et prend immédiatement conscience de la difficulté de la tâche. Les garnisons égyptiennes sont éparpillées dans tout le pays, et celles de Sennar, Tokar (en), et Sinkat (en) sont assiégées. La majorité du pays est sous le contrôle du mahdi, et ses troupes nombreuses. Seule la ville de Khartoum dispose d'une garnison importante de 7 000 soldats égyptiens pour une ville de 27 000 civils. Gordon pense à abandonner toutes les villes du Soudan pour se concentrer sur Khartoum, mais ne veut pas abandonner les soldats égyptiens au mahdi, et pense qu'abandonner le Soudan mettrait en danger l'Égypte. Il reste dans la capitale plus longtemps qu'il ne le devrait et les mahdistes assiègent la ville.
De plus, en mars 1884, les tribus du nord du Soudan, jusque-là neutres ou fidèles aux Britanniques, se soulèvent avec le mahdi. La ligne télégraphique avec Le Caire est coupée le 15 mars, isolant Khartoum du reste du monde.

## Siège de Khartoum
Le général Gordon et ses troupes sont massacrés, ce qui provoque la chute du gouvernement à Londres.

## Expédition du Nil
Une expédition britannique est envoyée, mais arrive deux jours après le massacre. Elle ne parvient pas à vaincre les mahdistes.

## Le Soudan mahdiste

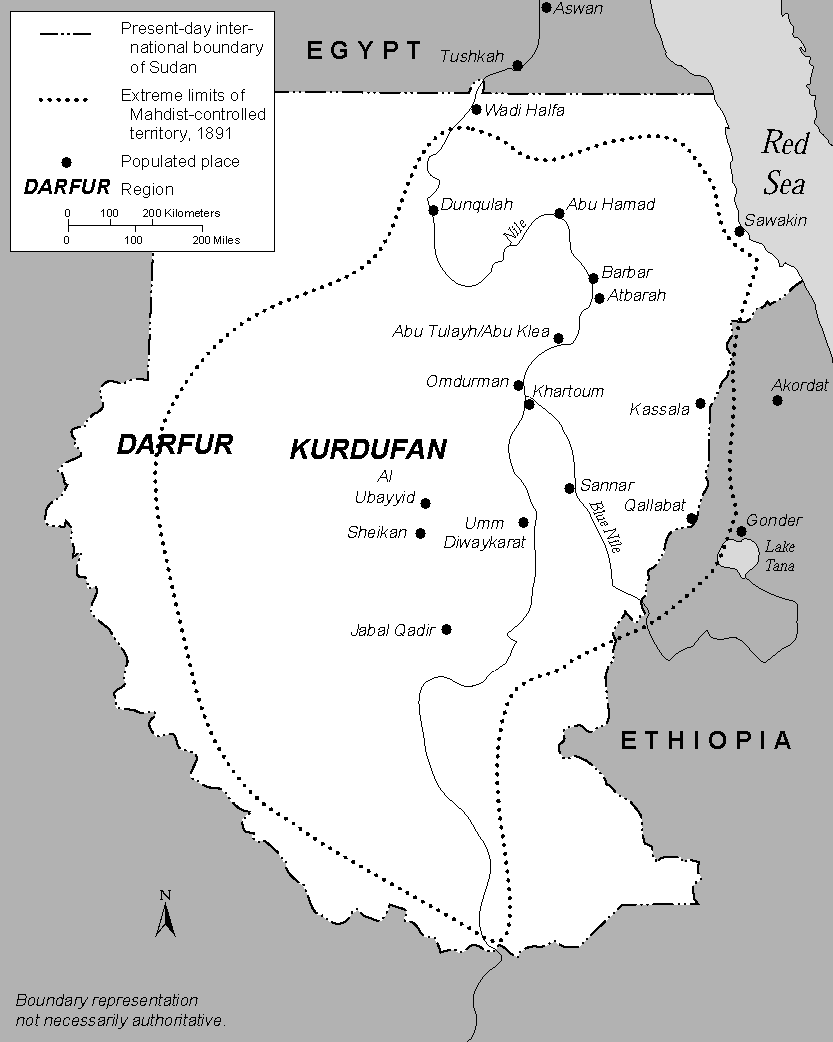
Extension maximale du Soudan mahdiste.

Muhammad Ahmad meurt de maladie peu après sa victoire en 1885. Son successeur est Khalifa Abdallahi ibn Muhammad. Jusqu'en 1896, le Soudan reste sous la domination mahdiste.

## Guerre éthio-mahdiste
Les Britanniques négocient avec l'Éthiopie afin d'évacuer les garnisons frontalières au Soudan. Les mahdistes entrent alors en guerre contre les troupes éthiopiennes, de 1885 à 1889.

## Reconquête britannique

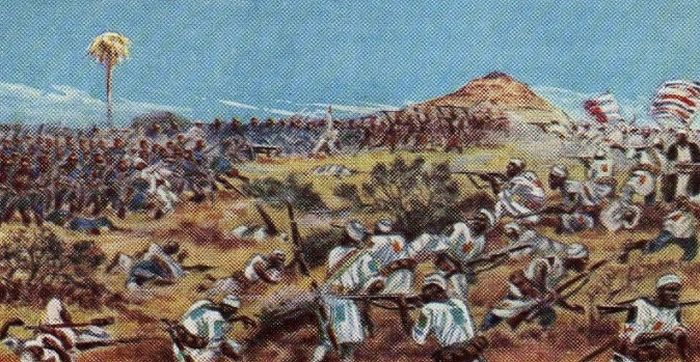
Peinture décrivant la bataille de Redjaf, 1897.

Pendant ce temps, l'Égypte ne renonce pas à ses droits sur le Soudan. Elle reconstruit son économie et modernise son armée. L'Égypte se voit en 1895 capable politiquement et militairement de reconquérir le Soudan.
En 1891, le prêtre catholique Josef Ohrwalder s'échappe du Soudan où il était retenu prisonnier. En 1895, Rudolf von Slatin, ancien gouverneur du Darfour, s'évade à son tour de la prison de Khalifa. Ces deux hommes détaillent les dispositifs des mahdistes et l'État du Soudan. En collaboration avec Reginald Wingate, ils écrivent une proposition de reconquête du Soudan, en insistant sur la barbarie et la cruauté des insurgés. L'opinion publique britannique devient par conséquent largement favorable à une intervention au Soudan.
En 1896, l'Italie subit une lourde défaite à la bataille d'Adoua, et les mahdistes menacent la ville de Kassala, possession italienne depuis 1894. Le gouvernement britannique décide d'intervenir aux côtés des Italiens, pendant que les Français augmentent leur présence au sud du Soudan. Le gouvernement britannique, appuyé par le parti conservateur, décide de lancer une véritable invasion.

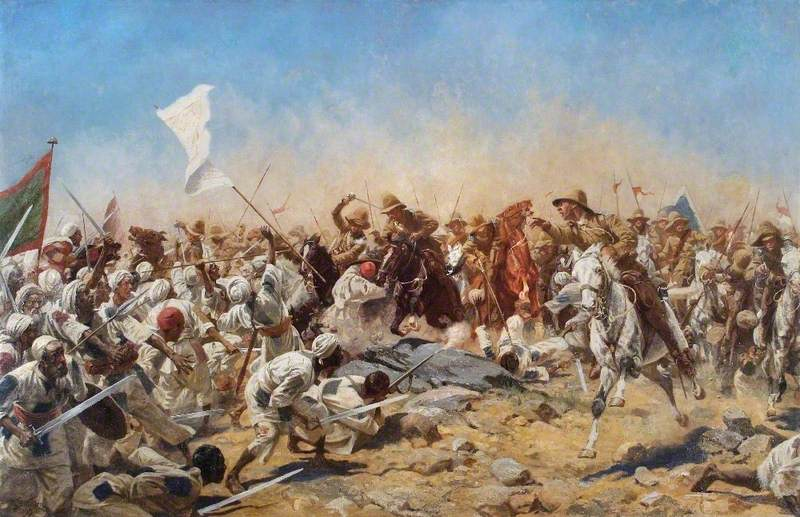
Bataille d'Omdurman

Horatio Herbert Kitchener, le nouveau sirdar (« commandant ») de l'armée anglo-égyptienne, reçoit son ordre de marche le 12 mars et pénètre au Soudan le 18. Ses 11 000 hommes du début de l'expédition sont armés de mitrailleuse Maxims, d'artillerie moderne, et appuyés par une flottille de frégates naviguant sur le Nil. Ils avancent lentement et méthodiquement, en bâtissant des forts et deux lignes de chemin de fer. Le 7 juin 1896 ont lieu les premiers engagements avec les mahdistes : les 9 000 hommes de Kitchener triomphent à la bataille de Firket.
Après avoir battu une partie des forces mahdistes en avril 1898 à Atbara, les troupes britanniques arrivent à Omdurman, « capitale » des rebelles, en septembre. Leur puissance de feu, notamment avec les mitrailleuses, décime les forces opposées. Les survivants s'enfuient vers le sud du Soudan, dirigés par Khalifa Abdullah. Lors de la poursuite, Kitchener rencontre le commandant français Jean-Baptiste Marchand à Fachoda et provoque la crise de Fachoda. Lors de la bataille d'Umm Diwaykarat, Abdullah est tué, ce qui marque la fin de l'insurrection mahdiste.
Les pertes de la campagne de Kitchener s'élèvent à environ 700 hommes côté anglo-égyptien, contre 30 000 Soudanais morts, blessés ou capturés.

## Postérité dans la culture
- Le Gouffre noir, roman d'Henryk Sienkiewicz.
- Les Quatre Plumes blanches, roman d'A.E.W. Mason.
- La Lumière qui s'éteint, roman de Rudyard Kipling.
- Le film Khartoum avec Charlton Heston, racontant la fin de Gordon Pacha.
- Après Omduran, roman de John Ferry.
- Le triomphe du Soleil, roman de Wilbur Smith.